# N44 (België)

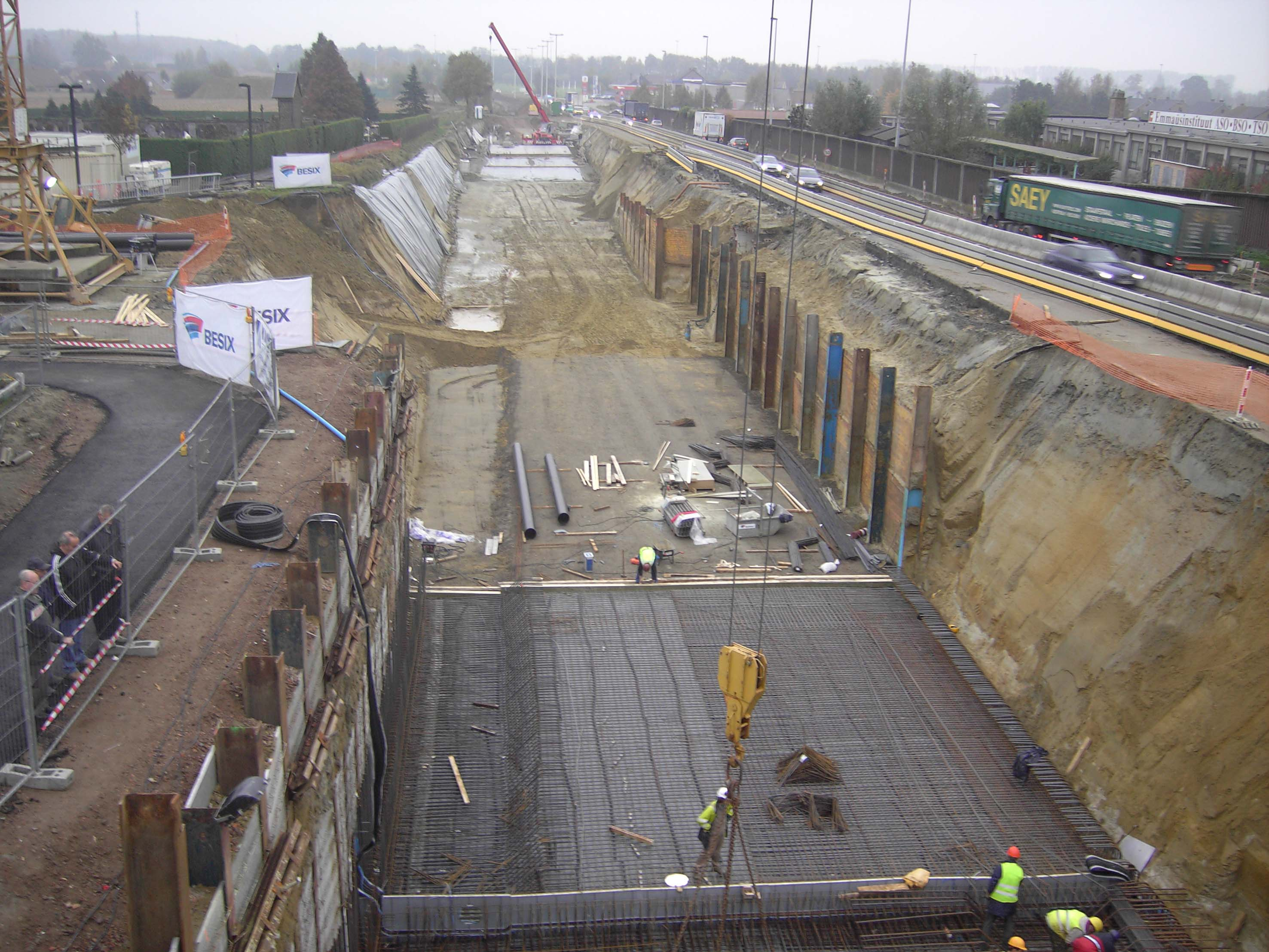
De werken van de ondertunneling van de Brouwerijstraat eind 2007. In september 2008 werden de werken opgeleverd.

De N44 is een Belgische expresweg die Aalter, over een afstand van 18 km, verbindt met Maldegem. De N44 wordt te Aalter "Knokkebaan", te Knesselare "Knokkebaan" en te Maldegem "Aalterbaan" genoemd.
Het begin ligt ter hoogte van de A10/E40 net ten zuiden van Aalter en loopt verder via Aalter, Aalter-Brug, Knesselare, Maldegem-Kleit tot aan de N49/E34, die Antwerpen met Knokke verbindt.
Naast het intensief economisch verkeer is de N44 vooral bekend bij de toeristen die langs deze weg de verbinding maken richting Knokke en Oostkust.
De N44 is afgeboord door fietspaden en op verschillende plaatsen staan huizen lang de rijweg. In Aalter kruist de N44 de Brouwerijstraat ondergronds en zijn de fietspaden vanaf de E40 tot aan Aalter-Brug verdwenen. Deze werden herlegd binnen de agglomeratie van Aalter, waar destijds de oude weg liep. Door de vrijgekomen ruimte kan via ventwegen het plaatselijk verkeer op deze plaats bovengronds gebeuren.
Vóór de aanleg van de N44 liep de oude weg dwars door de dorpskernen van Aalter (Lostraat, Markt, Stationsstraat en Brugstraat), Aalter-Brug (Sint-Godelievestraat), Knesselare (Buntelare, Aalterseweg, Maldegemse Weg) en Kleit (Kleitkalseide). Het nieuwe tracé uit 1959 bestond aanvankelijk uit twee rijvakken; pas in 1984 werd het een viervaksweg.
De maximale snelheid bedraagt over het gehele traject 90 km/u.
Geregeld duiken er geruchten en plannen op om de kruispunten weg te werken en te vervangen door bruggen en tunnels. Maar de aanwezige huizen, fietspaden en het ontbreken van de nodige fondsen beletten deze uitvoering.

## N44a
De N44a is een korte gewestweg bij Maldegem die de N9/N410a met de N44 verbindt. De weg heeft een lengte van ongeveer 1,2 kilometer.